# 藍雪寶
藍雪寶（英語：Ada Lam），從事特殊教育工作28年，2018年在城市論壇發言而為人所熟悉，因其親建制及撑警言論而被部份香港市民及內地網民稱為“正義姐”（KOL)。 

## 背景
藍雪寶三代居於香港，自何東官立女中學畢業後，入讀嶺南學院，主修中國文學及歷史，1989-91年任職TVB助理編導，1992年轉職特殊教育，入職後兼讀夜間師訓課程，考取教師資格，及後於教育學院兼讀特殊教育考取特殊教育學位。
2007年8月，藍雪寶被確診癌症，經過七個多月的手術、電療和化療後，身體逐漸恢復。 

## 立場及言論

### 香港電台《城市論壇》發言質問周庭
2018年1月28日，藍雪寶在香港《城市論壇》發言質問周庭。經媒體報道後，獲得網民二千多萬點擊，被網民稱為“正義姐”。

### 《禁蒙面法推動組》記者會
2019年10月3日，由建制派立法會議員、人大代表、退休紀律部隊人員、律師等成立的《禁蒙面法推動組》記者會，藍雪寶為推動組委員。

### 路經時代廣場被多位人士圍毆
2020年2月21日，藍雪寶與朋友派發口罩，途經銅鑼灣時代廣場，遭多名暴徒圍毆，受傷送醫院頭部縫針，頭部和左眼留下了傷疤。

### 美國駐港總領事館外抗議
2020年7月26日， 時值中美關係緊張之際，美國7月21日下令關閉中國駐休斯頓總領事館，藍雪寶與多名網紅華記、Kate姐、石房有到美國駐港總領事館抗議，要求港府關閉美國駐港總領事館及將其駐港人員驅逐出境。